# گمینا سکنپه
گمینا سکنپه (به لهستانی:  Gmina Skępe) یک گمینا در لهستان است که در شهرستان لیپنو واقع شده‌است. گمینا سکنپه ۱۷۹٫۲۳ کیلومتر مربع مساحت و ۷٬۵۰۳ نفر جمعیت دارد.